# Volkswagen Caddy
O Caddy é um furgão/utilitário compacto leve da Volkswagen. Foi lançado em 1980. No Brasil é conhecido como Volkswagen Van e foi importado entre os anos de 1997 e 1998 na segunda geração. O segundo modelo pertencia à linha do Polo, daí veio o nome Polo Caddy nessa geração.
A atual versão corresponde a uma reestilização da terceira geração. A terceira geração teve sua apresentação em 2003 e corresponde a designação Typ 2K. No final de 2010 passou por uma reestilização para ter a aparência que corresponde a atualmente comercializada. O Typ 2K compartilha 50% de seus módulos com o Volkswagen Golf Mk5 e Volkswagen Touran.
Em 2007 foi apresentada a versão Maxi, com 470 mm de comprimento e capacidade de carga até 810 kg.

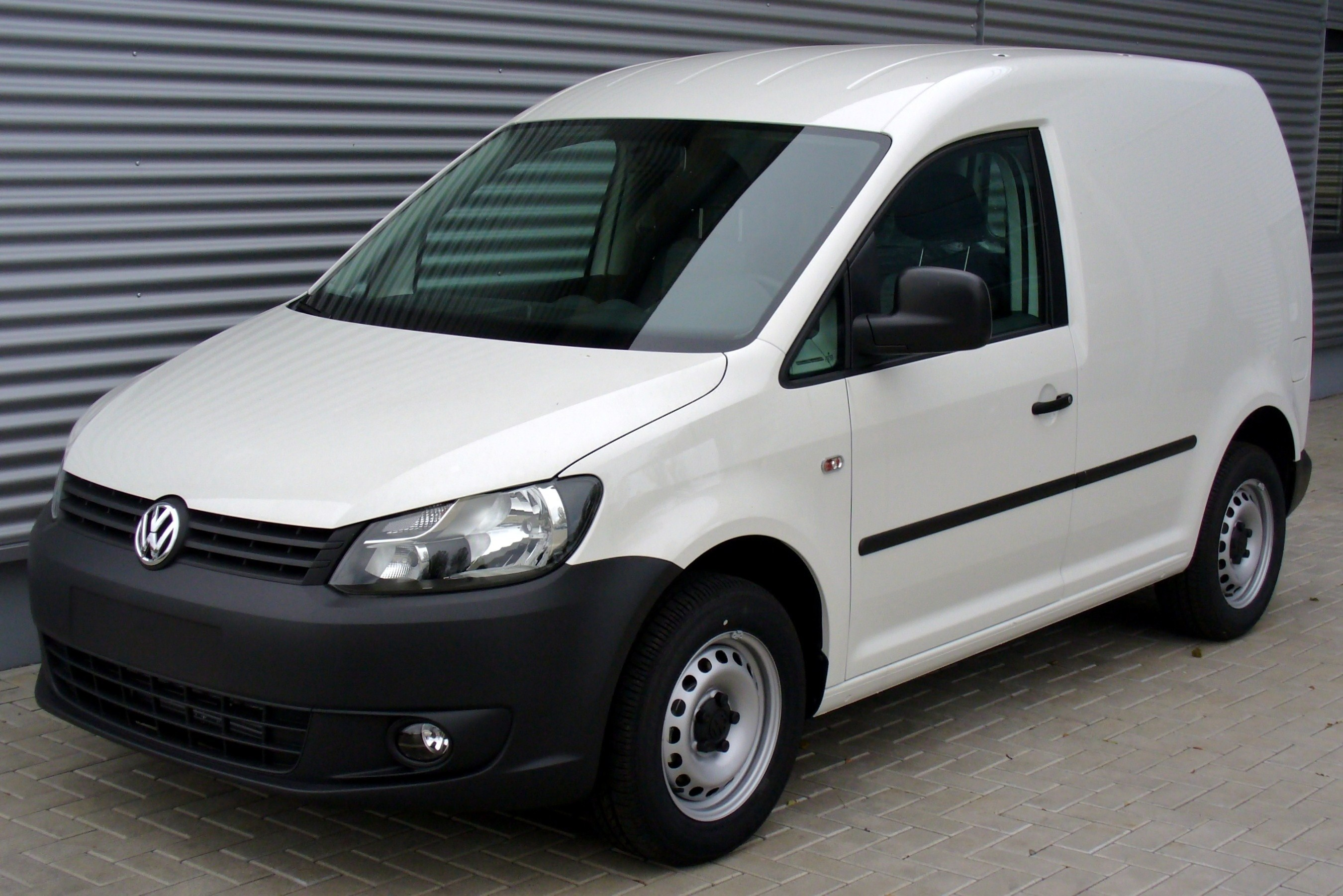
Caddy a partir de 2010.
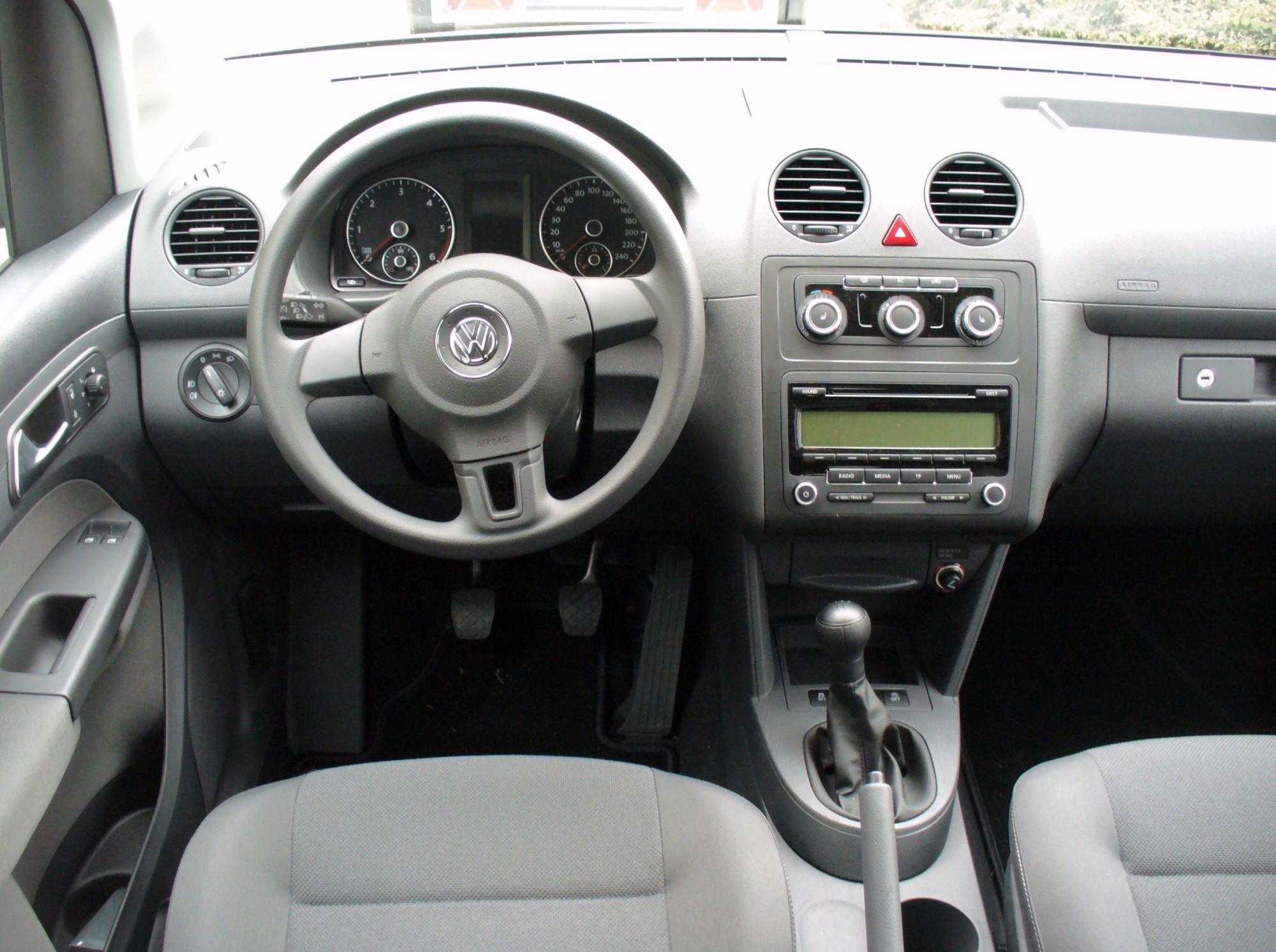
Interior do Caddy
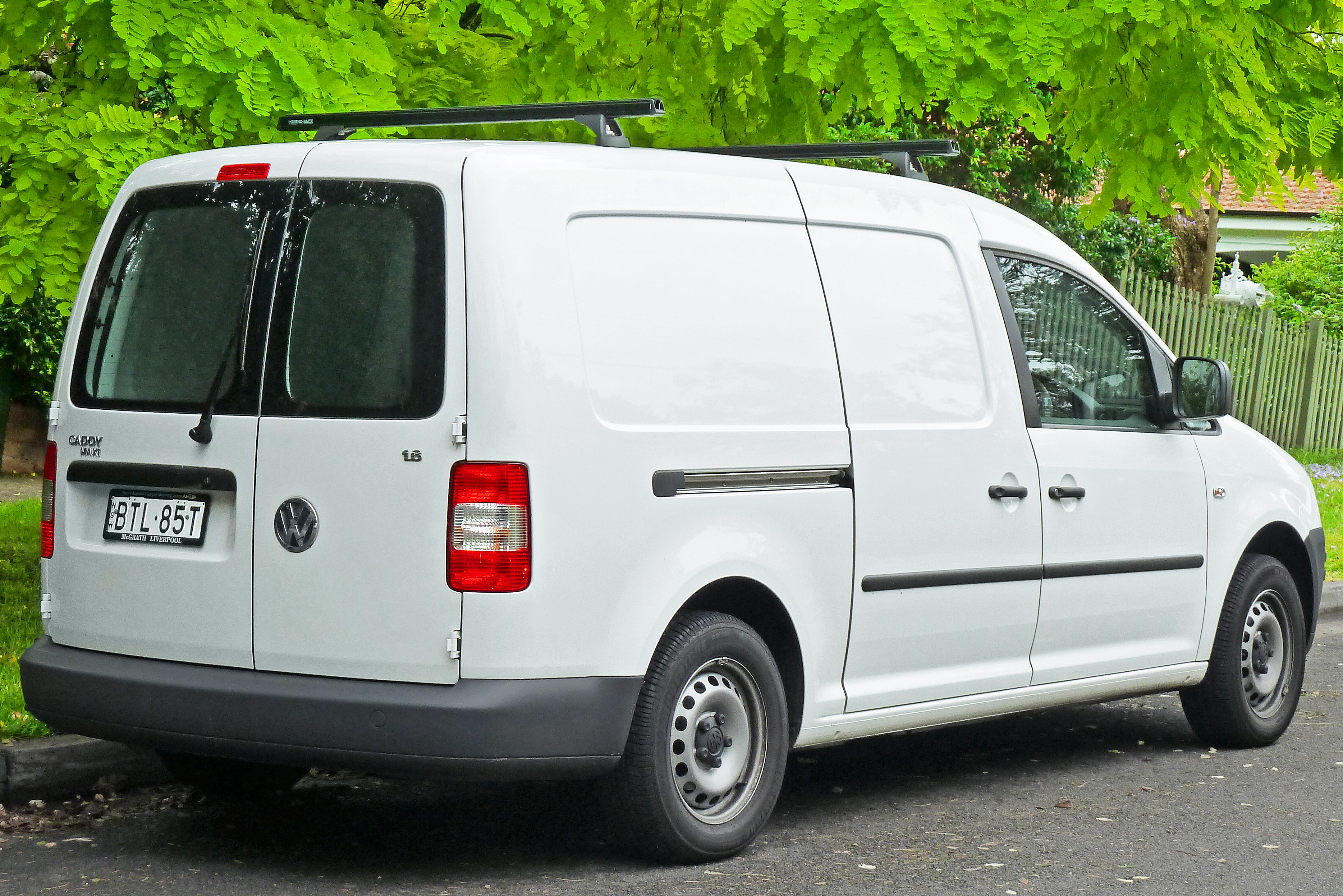
Volkswagen Caddy.
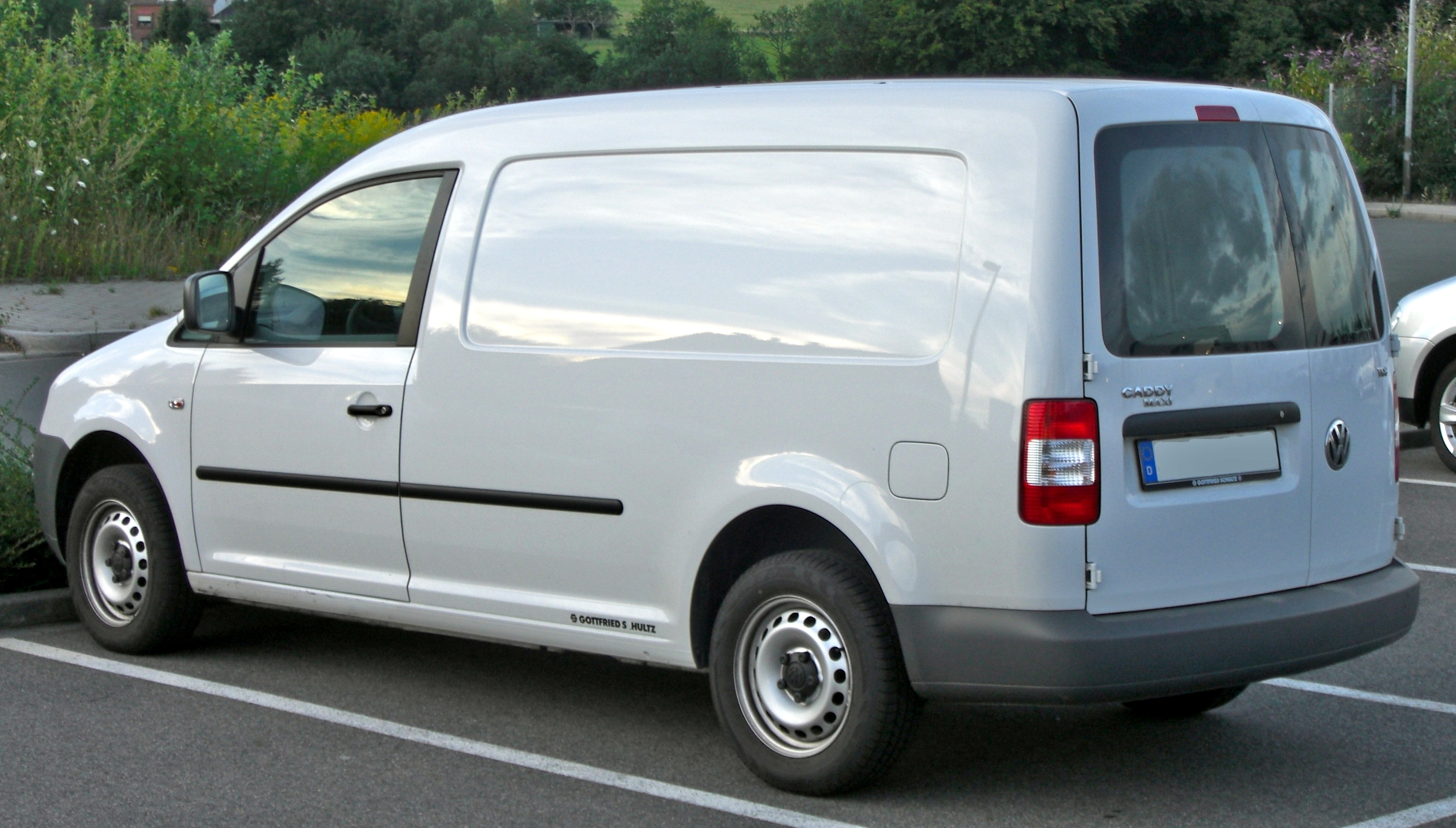
Caddy Maxi